# یوتیکا (داکوتای جنوبی)
یوتیکا(به انگلیسی: Utica) شهری در ایالت داکوتای جنوبی کشور ایالات متحده آمریکا است که جمعیت آن در سرشماری سال ۲۰۱۰ میلادی، ۶۵ نفر بوده‌است.